# Läderlöpare
Läderlöpare (Carabus coriaceus) är en skalbagge i familjen jordlöpare (Carabidae). 

## Kännetecken
Läderlöparen är den största jordlöparen i Europa med en längd på 30–40 mm. Översidan är mattsvart och täckvingarna har ett grovt mönster med rynkor och punkter.

## Utbredning
Läderlöparen finns i större delen av Europa och den finns även i delar av Asien. Den finns i Sverige från Skåne till Härjedalen. 

## Levnadssätt
Läderlöparen lever i löv- eller blandskog. Den är ett nattaktivt rovdjur som springer ifatt sina byten, som till exempel andra insekter, insektslarver, sniglar, snäckor och maskar. Även larven är ett rovdjur. På dagtid kan man hitta dem under stenar, bark eller liknande.